# 拉米罗·纳瓦罗
拉米罗·纳瓦罗（西班牙語：Ramiro Navarro，1943年5月25日—），墨西哥男子足球运动员，司职前锋。他曾代表墨西哥国家队参加1966年国际足联世界杯，结果队伍止步小组赛阶段。